# Дендрон (Вірджинія)
Дендрон (англ. Dendron) — місто (англ. town) в США, в окрузі Саррі штату Вірджинія. Населення — 251 особа (2020).

## Географія
Дендрон розташований за координатами 37°2′11″ пн. ш. 76°55′27″ зх. д. / 37.03639° пн. ш. 76.92417° зх. д. (37.036415, -76.924056).  За даними Бюро перепису населення США в 2010 році місто мало площу 9,24 км², уся площа — суходіл.

## Демографія
Згідно з переписом 2010 року, у місті мешкали 272 особи в 108 домогосподарствах у складі 68 родин. Густота населення становила 29 осіб/км².  Було 136 помешкань (15/км²).
Расовий склад населення:
| - 57,4 % — чорних або афроамериканців - 37,9 % — білих - 0,7 % — корінних американців - 0,4 % — азіатів |

До двох чи більше рас належало 3,3 %. Частка іспаномовних становила 2,9 % від усіх жителів.
За віковим діапазоном населення розподілялося таким чином: 20,6 % — особи молодші 18 років, 60,6 % — особи у віці 18—64 років, 18,8 % — особи у віці 65 років та старші. Медіана віку мешканця становила 44,5 року. На 100 осіб жіночої статі у місті припадало 78,9 чоловіків;  на 100 жінок у віці від 18 років та старших — 77,0 чоловіків також старших 18 років.
Середній дохід на одне домашнє господарство  становив 54 186 доларів США (медіана — 50 000), а середній дохід на одну сім'ю — 72 354 долари (медіана — 66 071). Медіана доходів становила 37 639 доларів для чоловіків та 29 375 доларів для жінок. За межею бідності перебувало 4,3 % осіб, у тому числі 7,0 % дітей у віці до 18 років та 10,2 % осіб у віці 65 років та старших.
Цивільне працевлаштоване населення становило 178 осіб. Основні галузі зайнятості: освіта, охорона здоров'я та соціальна допомога — 19,1 %, мистецтво, розваги та відпочинок — 18,5 %, роздрібна торгівля — 11,2 %, науковці, спеціалісти, менеджери — 10,7 %.